# Zuster, oh zuster
Zuster, oh zuster is een single van Sjakie Schram uit 1970. Het is een feestelijk Nederlandstalig nummer dat een aantal maanden voor carnaval werd uitgebracht.
Het werd geschreven door Jack de Nijs en John Sebastiaan en het orkest werd geleid door Rinus van Galen. Op de B-kant van de single staat Hé Thijs, waar is je rijbewijs. De single stond zes weken in de Nederlandse hitlijsten en bereikte de status van goud.

## Hitnoteringen
| Zuster, oh zuster in de Nederlandse Top 40 van 10-1-1970 t/m 14-2-1970 | Zuster, oh zuster in de Nederlandse Top 40 van 10-1-1970 t/m 14-2-1970 | Zuster, oh zuster in de Nederlandse Top 40 van 10-1-1970 t/m 14-2-1970 | Zuster, oh zuster in de Nederlandse Top 40 van 10-1-1970 t/m 14-2-1970 | Zuster, oh zuster in de Nederlandse Top 40 van 10-1-1970 t/m 14-2-1970 | Zuster, oh zuster in de Nederlandse Top 40 van 10-1-1970 t/m 14-2-1970 | Zuster, oh zuster in de Nederlandse Top 40 van 10-1-1970 t/m 14-2-1970 | Zuster, oh zuster in de Nederlandse Top 40 van 10-1-1970 t/m 14-2-1970 |
| Week                                                                   | 1                                                                      | 2                                                                      | 3                                                                      | 4                                                                      | 5                                                                      | 6                                                                      |                                                                        |
| ---------------------------------------------------------------------- | ---------------------------------------------------------------------- | ---------------------------------------------------------------------- | ---------------------------------------------------------------------- | ---------------------------------------------------------------------- | ---------------------------------------------------------------------- | ---------------------------------------------------------------------- | ---------------------------------------------------------------------- |
| Positie                                                                | 39                                                                     | 38                                                                     | 33                                                                     | 24                                                                     | 20                                                                     | 24                                                                     | uit                                                                    |

| Zuster, oh zuster in de Hilversum 3 Top 30 van 14-2-1972 | Zuster, oh zuster in de Hilversum 3 Top 30 van 14-2-1972 | Zuster, oh zuster in de Hilversum 3 Top 30 van 14-2-1972 |
| Week                                                     | 1                                                        |                                                          |
| -------------------------------------------------------- | -------------------------------------------------------- | -------------------------------------------------------- |
| Positie                                                  | 22                                                       | uit                                                      |